# Wilhelm Joachim von Hammerstein

Wilhelm Joachim von Hammerstein

Wilhelm Joachim Baron von Hammerstein (* 21. Februar 1838 in Retzow (Müritz); † 16. März 1904 in Charlottenburg) war ein preußischer Politiker der Deutschkonservativen Partei und Chefredakteur der Kreuzzeitung.

## Leben
Wilhelm Joachim von Hammerstein war ein Nachfahre der Gesmolder Freiherren von Hammerstein. Er beendete 1856 ein Gymnasium in Lüneburg, schon als jüngster Primaner dort Primus Omnium, und studierte Forstwissenschaften in Tharandt und Forstakademie Eberswalde. 1860 trat er in den Forstdienst von Mecklenburg-Schwerin unter dem Forstmeister Hermann von Gloeden ein, der, neben seinem Schwager Friedrich Bernhard Maassen, seine politischen Ansichten maßgeblich beeinflusste. Zwei Jahre später wurde er zum „Forstjunker“ ernannt und bewirtschaftete nach dem Tod seines Vaters 1863 das ererbte Gut in Schwartow/Pommern. 1864 heiratete er Charlotte von Gloeden, geb. Maaßen (1824–1904), die Witwe seines Mentors von Gloeden, und wurde so zum Stiefvater des späteren Aktfotografen Wilhelm von Gloeden.
Der Wahlkreis Regierungsbezirk Köslin 1 (Stolp – Lauenburg – Bütow) entsandte ihn 1876 ins Preußische Abgeordnetenhaus, wo er Mitglied der Deutschkonservativen Partei wurde und bald zu den Führern der äußersten Rechten gehörte. Dem Abgeordnetenhaus gehörte er bis zur Niederlegung seines Mandates 1895 an. 1881 wurde er in den deutschen Reichstag gewählt und übernahm 1884 die Chefredaktion der Kreuzzeitung.
Mit Beschleunigung der Industrialisierung im Kaiserreich blieb der aus landwirtschaftlichem Besitz und Produktion gewonnene Wohlstand des Adels zunehmend hinter den rasch wachsenden Kapitalvermögen zurück. Als Klerikal-Konservativer befürwortete Hammerstein deshalb sozialpolitische Maßnahmen, um „die Masse“ zu beeinflussen und als Druckmittel gegen „großbürgerlich-liberales Gewinnstreben“ zu nutzen. 1884 bis 1887 arbeitete er bei der Zeitung eng mit Eduard von Ungern-Sternberg zusammen.
Hammerstein trat im preußischen Kulturkampf für die Revidierung der Maigesetze ein. Er begrüßte, dass infolge der Waldersee-Versammlung vom 28. November 1887, auf der Kaiser Wilhelm II. zum „Einsatz gegen die Verwahrlosung der Massen“ aufrief, um „der drohenden Gefahr von Seiten der Sozialdemokratie und des Anarchismus entgegenzutreten“, der Evangelisch-Kirchliche Hilfsverein gegründet wurde. Dessen Evangelischer Kirchenbauverein errichtete in den folgenden 40 Jahren etwa 70 protestantische Kirchen, darunter die Kaiser-Wilhelm-Gedächtniskirche in Berlin und die Himmelfahrtkirche (Jerusalem).
Die Haltung der Kreuzzeitung unter Hammerstein, die sich mehr der Deutschen Zentrumspartei als den Kartellparteien (Deutschkonservative Partei, Deutsche Reichspartei, Nationalliberale Partei), und somit auch seiner eigenen, zuwandte, wurde unter den Konservativen zwiespältig aufgenommen. Zu den Wahlen am 21. Februar 1887 hatten die Kartellparteien aus taktischen Gründen ihre Wahlkreis-Kandidaten abgestimmt und dadurch überragende 220 Sitze erlangt. Hammerstein griff deshalb 1889 die Regierung Bismarck an, die nach seiner Meinung durch eine kartellfreundliche Politik das Königtum in Frage stellte. Hammerstein schied aus diesem Grund aus der Parteileitung aus. Als sich der Kaiser in einem Erlass im Reichsanzeiger zudem als überparteilich darstellte und damit die hyperloyale Kreuzzeitung desavouierte, wurde Hammerstein 1890 zudem nicht mehr wiedergewählt. Bei einer Ersatzwahl des Wahlkreises Herford-Halle zog er allerdings 1892 wieder in den Reichstag ein und behauptete das Mandat auch bei der Neuwahl 1893. Am 11. November 1895 legte Hammerstein sein Mandat nieder.

## Hammerstein-Affäre
Am 4. Juli 1895 suspendierte das Komitee der Kreuzzeitung ihren Chefredakteur Hammerstein wegen Unredlichkeit. Er war von einem Papierlieferanten Flinsch bestochen worden und hatte diesem dafür überhöhte Rechnungen ermöglicht. Dabei fälschte er die Unterschriften der Grafen Kanitz und Finckenstein. Seine Mandate in Reichs- und Landtag legte er im Sommer 1895 deshalb nieder.
Als das Justizministerium Ermittlungen aufnahm, floh Hammerstein mit Familie und 200.000 Mark über Tirol und Neapel nach Griechenland, wo er am 7. Oktober eintraf. Nach Protest von DFP und SPD im Reichstag, die dem Justizminister eine laue Verfolgung – um Hammerstein absichtlich entkommen zu lassen – unterstellten, sandte dieser einen Kriminalkommissar Wolff nach Südeuropa. Wolff fand Frau Baronin von Gloeden und Sohn Wilhelm in Taormina sowie Hammerstein alias „Dr. Heckert“ am 27. Dezember in Athen. Er veranlasste dessen Ausweisung und ließ ihn bei der Ankunft in Brindisi verhaften. Im April 1896 wurde Hammerstein zu drei Jahren Zuchthaus verurteilt.